# Consign to Oblivion
Consign to Oblivion is het tweede volledige album van de Nederlandse symfonische metal band Epica. Het heeft als thema de Maya-voorspelling over het jaar 2012, waarin een nieuw tijdperk zou aanbreken. Toch is het niet helemaal een conceptalbum. Er kwam een speciale editie van het album uit in de vorm van een digipak met een dvd-documentaire over het album. Op dit album staan de eerste drie delen van "A New Age Dawns", een reeks die wordt vervolgd op het album Design Your Universe uit 2009.

## Tracklist
1. Hunab K'u - "A New Age Dawns" ~ prologue - 1:44
2. Dance of Fate - 5:13
3. The Last Crusade - "A New Age Dawns" #1 - 4:21
4. Solitary Ground - 4:22
5. Blank Infinity - 4:00
6. Force of the Shore - 4:01
7. Quietus - 3:45
8. Mother of Light - "A New Age Dawns" #2 - 5:55
9. Trois Vierges - 4:40
10. Another Me "In Lack'ech" - 4:39
11. Consign To Oblivion - "A New Age Dawns" #3 - 9:45

## Bezetting
- Simone Simons - Zang (Mezzo-sopraan)
- Mark Jansen - Gitaar, Grunts & Screams
- Ad Sluijter - Gitaar
- Coen Janssen - Keyboard & Synthesizer
- Yves Huts - Basgitaar
- Jeroen Simons - Drums

### Gast-optredens
- Roy Khan (Kamelot) - zang in Trois Vierges
- Sascha Paeth - akoestische gitaar in Dance of Fate

## Versies
- Consign To Oblivion Jewelcase Versie
- Consign To Oblivion Super Audio CD met 3 Bonus Tracks
- Consign To Oblivion Deluxe Limited Edition Eco-Book met Bonus